# Liste der Naturdenkmale in Niederstadtfeld
Die Liste der Naturdenkmale in Niederstadtfeld nennt die im Gemeindegebiet von Niederstadtfeld ausgewiesenen Naturdenkmale (Stand 4. Juni 2024).

## Naturdenkmale
| Nr.         | Bezeichnung  | Lage                                          | Beschreibung           | Bild                                    |
| ----------- | ------------ | --------------------------------------------- | ---------------------- | --------------------------------------- |
| ND-7233-084 | Sauerbrunnen | südlich des Ortes; Flur Dreeswies Lage        | gefasste Mineralquelle | Direkt Bild zu diesem Denkmal hochladen |
| ND-7233-087 | Buche        | westlich des Ortes; Abteilung Marschberg Lage | Fagus sylvatica        | Direkt Bild zu diesem Denkmal hochladen |